# Окућница Ђаковића
Окућница Ђаковића се налази у Накучанима, насељеном месту на територији града Шапца, подигнута је средином 19. века. Евидентирана је као непокретно културно добро, које је стављено под заштиту 2006. године.

## Припадајуће зграде
Окућница се налази у Стројића мали, на брду званом Царић, у дворишту се налазе две куће за становање, кућа шеперуша, качара, амбар, млекар, вајат, чардак, хлебна пећ, пушница, бунар, пивница са подрумом и наслоном, полубрвнара — получатмара и штала. Најстарији објекат је полубрвнара — получатмара, коју су градили мајстори Осаћани. Кућа шеперуша, изграђена од шепера (чатме), подигнута је крајем 19. века. Ова стара кућа са окућницом, старином је припадала породици Ђаковић (која се помиње у попису из 1863. године) а затим је постала власништво породице Грујић.
Сачуване грађевине имају различите намене, због чега су и различитог облика и величине. Прва фаза реконструкције завршена је половином 2007. године.